# Vilmos Apor
Le Bienheureux baron Vilmos Apor (Boldog altorjai báró Apor Vilmos en hongrois), est un évêque hongrois tué en 1945 par un soldat soviétique alors qu'il défendait un groupe de femmes réfugiées à l'évêché de Győr.

## Vie
Vilmos naît à Sighișoara en Transylvanie, alors au sein du royaume de Hongrie de l'Empire austro-hongrois, dans la famille Apor, dont il est le huitième enfant sur neuf, le 29 février 1892.
Son père, le baron Gábor Vilmos (1851-1898) qui fut főispán de Nagy-Küküllő et Sous-secrétaire d'État aux Affaires étrangères, meurt en 1898 et Vilmos reçoit l'éducation de sa mère et de précepteurs particuliers. Il intègre ensuite le collège jésuite de Kalksburg en Autriche, puis celui de Kalsca en Hongrie. C'est en 1909 qu'il entre au séminaire de Győr.
Vilmos poursuit ses études de théologie à l'Université jésuite d'Innsbruck et est ordonné prêtre en 1915. Pendant la Guerre, il est vicaire à Gyula et ensuite chapelain militaire de la Croix-Rouge austro-hongroise.
Il est ensuite préfet au séminaire de Nagyvárad avant de devenir curé de Gyula.
L'après-guerre est une période très difficile. Aggravée par l'invasion militaire de Gyula, Vilmos Apor montre à la fois son esprit de charité et son ferme caractère, défendant les otages, soutenant les droits de l'Église sous le régime de Miklós Horthy, s'opposant aux idées du National Socialisme, tout en ne négligeant pas le soin des plus démunis. Il est alors surnommé le Curé des pauvres.
Le cardinal Pacelli, futur pape Pie XII, fait un voyage en Hongrie lors du Congrès Eucharistique de Budapest, en mai 1938, et c'est en 1941 qu'élu pape, il nomme Vilmos Apor évêque de Győr alors que la Hongrie bascule dans le camp du Troisième Reich.
En 1944, la Hongrie est occupée par le Reich, et des lois raciales sont promulguées. Monseigneur Apor s'élève vivement contre celles-ci, protestant contre la création d'un ghetto à Győr, faisant parvenir des secours aux déportés, tout en multipliant les sermons et la prédication de l'Évangile.
En novembre 1944, les Soviétiques sont aux portes de la ville, qu'ils prennent définitivement en mars 1945, pendant la Semaine sainte.

## Martyre

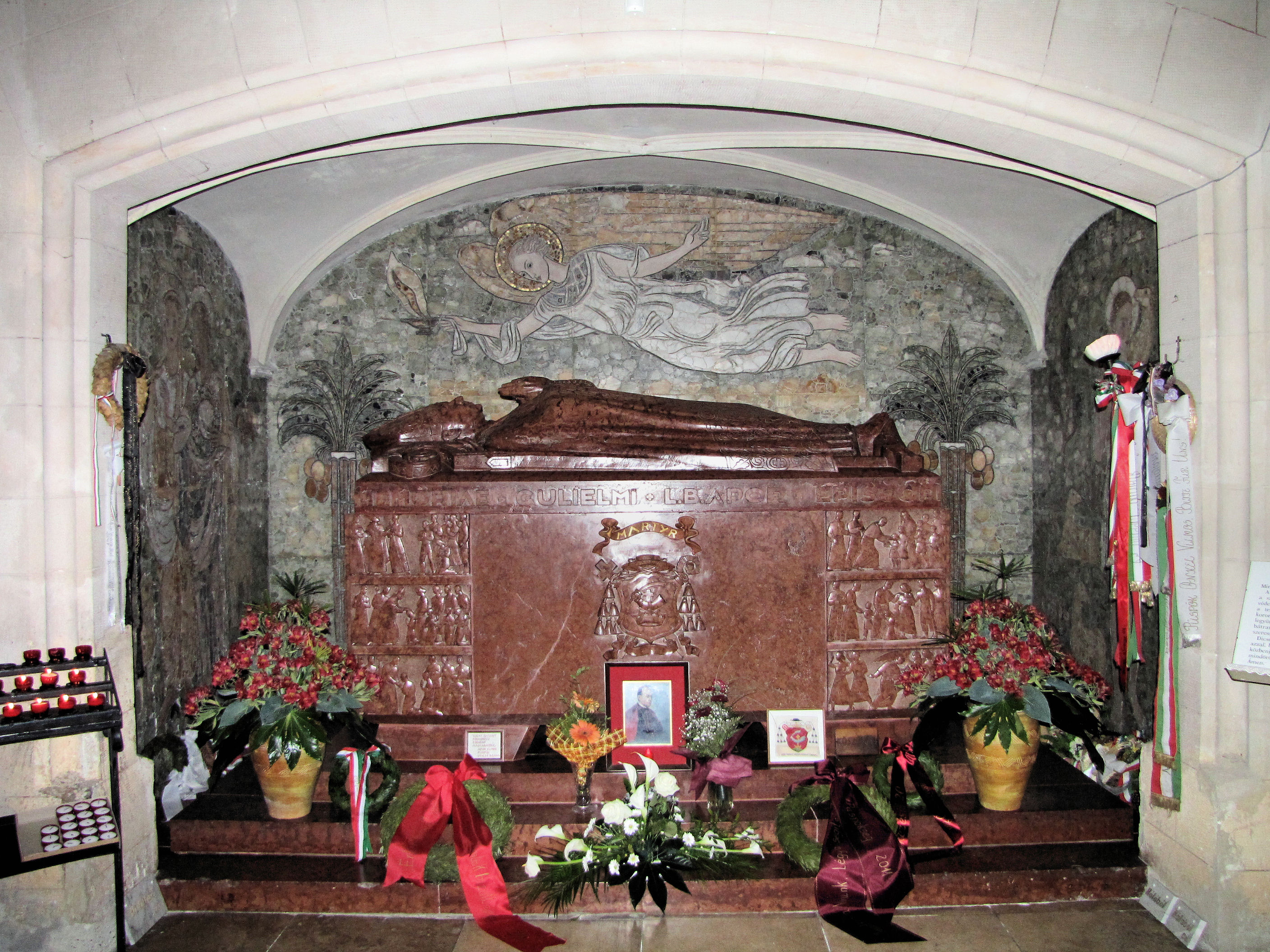
Sarcophage de marbre rouge du Bienheureux Vilmos Apor par Sándor Boldogfai Farkas (1948), Basilique de Győr

C'est le 28 mars 1945, (mercredi saint) que des soldats soviétiques se présentent à l'entrée de l'évêché où s'était réfugié un grand nombre de femmes des environs. Monseigneur Apor refuse de les livrer aux soldats, craignant pour leur vie et pour leur dignité.
Il célèbre sa dernière messe le Jeudi Saint, et le lendemain, les soldats reviennent et exigent qu'on leur livre les femmes. Comme il refuse à nouveau, les soldats lui tirent dessus à bout portant avant de s'enfuir.
Vilmos Apor est transporté à l'hôpital, où il est opéré. Il communie le jour de Pâques et meurt le lendemain de suites de ses blessures.

## Vénération
- Après la guerre, le souvenir de Monseigneur Apor est étouffé par les autorités communistes.
- Il est béatifié le 9 novembre 1997 par le Pape Jean-Paul II.
- Sa fête est fixée au 2 avril.

## Citation
- Devise de Vilmos Apor, évêque :

« La croix fortifie le faible et rend doux le fort. »
- du Pape Jean-Paul II dans l'homélie de la cérémonie de béatification :

« ...Ainsi réalise-t-il sa "Pâque personnelle en passant du témoignage d'amour envers le Christ et de solidarité envers ses frères à la couronne de gloire promise au fidèle serviteur"  »

## Sources
- Osservatore Romano : 1997 n.45 p.1.11
- Documentation Catholique: 1997 n.21 p.1049